# Борисово (Григорьевское сельское поселение)
Борисово — деревня в Гусь-Хрустальном районе Владимирской области России, входит в состав Григорьевского сельского поселения.

## География
Деревня расположена в 4 км на север от центра поселения села Григорьева и в 22 км на юго-восток от Гусь-Хрустального.

## История
В конце XIX — начале XX века деревня входила в состав Заколпской волости Меленковского уезда, с 1926 года — в составе Гусевского уезда. В 1859 году в деревне числилось 26 дворов, в 1905 году — 60 дворов, в 1926 году — 77 дворов.
С 1929 года деревня являлась центром Борисовского сельсовета Гусь-Хрустального района, с 1940 года — в составе Григорьевского сельсовета, с 2005 года — в составе Григорьевского сельского поселения.

## Население
| 1859 | 1905 | 1926 | 2002 | 2010 | 2021 |
| ---- | ---- | ---- | ---- | ---- | ---- |
| 185  | ↗363 | ↗397 | ↘6   | ↘3   | ↗5   |